# HIRO (ギタリスト)
HIRO（ヒロ、1971年8月5日 - ）は、日本のギタリストである。La'cryma Christi、Libraianのギター・コーラス、作曲を担当。血液型O型。島根県出身。

## 来歴

### 幼少期
出生は山口県岩国市。5歳ごろまで暮らした後に島根県へ戻った。

### 学生時代
中学生までは野球が好きだったが、高校生になってバンドを始め、ギターをひくようになり、ずっと音楽のことを考えるようになった。学校では授業中も寝ていたり遅刻も多くなっていった。
大学に進学後、大学生の時に住んでいた大阪府のマンションにTAKAが住んでいた。マンションの廊下を歩いていた時にTAKAの部屋から聴こえていた音楽が好きなハードロックのバンドであったため声をかけ、TAKAをバンドメンバーとして誘った。

### 結成後
- 1991年
  - La'cryma Christiの前身バンドとなるSTRIPPE-D-LADYを結成。その後バンド名を改名。

- 2006年
  - 5月20日、教則DVD『HIRO(La’cryma christi) 直伝 ANALYZE GUITAR PLAY』を発売。
  - 12月、Creature Creatureにサポートメンバーとして参加。

- 2007年
  - 1月20日、TAKAと共にLibraian結成。

- 2010年
  - Acid Black Cherryにサポートメンバーとして参加。

- 2017年
  - 4月28日、ソロデビュー1stアルバム『Gale』を発売。
  - 4月29日、新宿ReNYで初のソロライブ「HIRO 1st Solo Live「Gale」〜the Beginning 〜」を開催。

- 2018年
  - 8月15日、2ndアルバム『Midnight Sun』を発売。
  - 8月26日、渋谷クラブクアトロでソロライブ「HIRO 2nd Solo Live 〜Under the midnight sun〜」を開催。
  - 2018年10月20日〜10月21日、初のファン旅行「〜HIROの甘い罠〜越後湯沢で過ごす魅惑の2日間〜」

## 人物

### 特徴
腰まで伸びた長い髪が特徴である。一時期、アルバム『&・U』発表前に髪をバッサリ切った。現在はまた長い髪に戻っている。La'cryma Christiとしてテレビに出演した際はほとんど喋らない。Shinobu、DuelJewelのShunからは師匠と慕われている。好きなものはギターとタバコ。影響を受けたギタリストにモトリー・クルーのミック・マーズ、デッド・エンドの足立祐二 を挙げており。特にシアター・オブ・ペインは自身のプレイの基本になっているという。
ソロ歌手としても活動している。低音ボーカルが特徴である。

### プレイスタイル
HIROが主に演奏するギターはジャジーなギター音と器用なプレイスタイルと高く評価されている。

彼は自分のことを
| 「 | 同時にたくさんのことをやれるような器用なタイプではない、ひとつのことに集中して熱中するタイプ | 」 |

と語っている。

## ディスコグラフィ

### アルバム
1. Gale（2017年4月28日）
2. Midnight Sun（2018年8月15日）

### 教則DVD
- 教則『HIRO(La’cryma christi) 直伝 ANALYZE GUITAR PLAY』（2006年5月20日）